# 内卡比绍夫斯海姆
内卡比绍夫斯海姆（德語：Neckarbischofsheim，發音：[ˌnɛkaʁˈbɪʃɔfshaɪm] ⓘ）是德国巴登-符腾堡州卡尔斯鲁厄行政区莱茵-内卡县的城市，面积26.41平方千米，2023年12月31日人口为4,213人。

## 友好城市
- 法國 拉沙佩勒圣吕克（1971年）
- 俄羅斯 佩列斯拉夫尔-扎列斯基（1992年）